# 대한예수교장로회(백석)

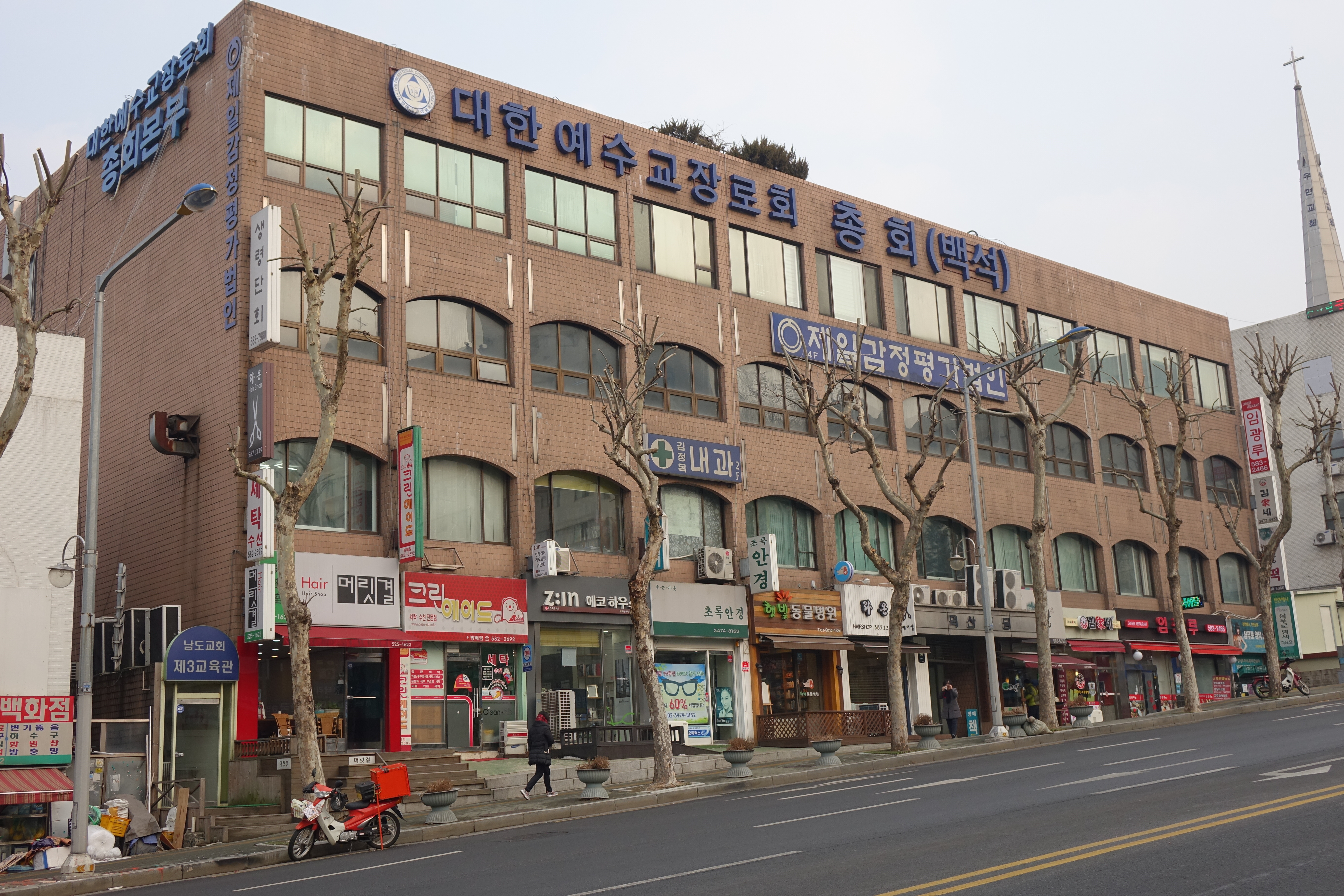
본관

대한예수교장로회(백석) (大韓예수敎長老會(白石)), 약칭 예장백석은 1980년에 세워진 장로교 교단이다. 대한예수교장로회(합동진리)라는 이름으로 출범하여 그해 대한예수교장로회(연합)과 합쳐 합동정통으로 교단 명칭을 변경하였고, 2009년에는 교단의 교육기관 이름인 백석으로 교단 명칭을 변경하였다. 대한예수교장로회(개혁)과 합동하였고 2015년 9월에는 대한예수교장로회(대신)과 통합하여 예장백석대신이 되어 합동총회, 통합총회에 이어 세번째로 큰 교단이 되었다. 그러나 대신과의 통합 과정에서 구 대신측의 절차 준수 문제 논란과 법원 판결에 따른 백석과 대신의 통합 무효화로 인해 2019년 9월 3일 예장백석대신에서 예장백석으로 명칭을 환원하였다. 교단 본부는 서울시 서초구에 있으며 설립 목적은 대한예수교장로회의 정통성 수호이고 주요활동은 칼뱅주의 신앙을 근거로 한 개혁주의 신앙 전파, 해외 선교, 목회자 양성이다. 교육기관으로 백석대학교와 백석예술대학, 백석문화대학, 백석신학교, 대전신학교 등 여러 교육기관이 있다. 기관지로는 기독교연합신문을 발행한다. 2012년 기준 예장백석 총회에 3,300여개 교회가 속해 있다

## 역사
합동총회의 분열로 합동측은 몇개의 교단으로 늘어나게 되었다. 특별히 정치적으로는 영남과 서북지역 출신을 중심으로 됐던 〈총회주류〉와 호남과 황해도 출신을 중심으로 했던 〈총회 비주류〉로 나뉘게 되었고, 〈총회 비주류〉는 총회신학교(현 총신대학교)의 정통성을 부인하면서 방배동에 기독신학교를 설립한다. 이것이 백석대학교의 시작이었다. 1980년 9월 교단 명칭을 대한예수교장로회(합동진리)로 변경하였으며 1981년 대한예수교장로회(연합)과 합동하여 대한예수교장로회(합동정통)으로 개명하였다. 1997년 세계적인 장로교 연합기관인 세계개혁교회연맹(WARC)에 가입하였다. 2015년 9월에는 대한예수교장로회(대신)교단과 통합하였으나 대신측의 일부교회는 그대로 남아서 대신교단을 계속하고 있다.

## 통합 총회장
- 제1대 장종현 목사
- 제2대 이종승 목사
- 제3대 유충국 목사
- 제4대 이주훈

## 백석 총회장
- 제1대 장종현
- 제2대 허광재
- 제3대 이상열
- 제4대 최순직
- 제5대 이재선
- 제6대, 제7대 이영
- 제8대, 제9대 이상열
- 제10대, 제11대 홍찬환
- 제12대, 제13대 김준삼
- 제14대, 제15대 이종정
- 제16대 이상열
- 제17대 홍찬환
- 제18대 박대찬
- 제19대 한용택
- 제20대, 제21대 새서울노회 최낙중 해오름교회 목사
- 제22대 손양도
- 제23대 노영호
- 제24대 장효희
- 제25대 서상기
- 제26대 조광동
- 제27대 안용원
- 제28대 홍태희, ‘백석’ 환원에 앞장선 백석비상대책위원장
- 제29대 양병희 영안교회 목사
- 제30대 백금홍, 예장합동정통에서 예장백석으로 복원수호위원장으로 명칭 복원
- 제31대 장원기 목사, 백석학원 설립자
- 제32대 유만석 수원시 명성교회 목사
- 제33대 노문길 경동노회 새소망교회 목사
  - 부총회장: 유중현 성현교회 목사
  - 서기: 박철규 목사(새마음교회)
  - 부서기: 이규환 목사
  - 회록서기: 김동기 목사(광음교회), 부회록서기: 이우영 목사(충일교회)
  - 회계: 전봉열 장로(은평제일교회), 부회계: 안문기 장로(성안교회)
- 제34대 유중현 성현교회 목사
  - 부총회장: 정영근 성문교회, 고민영 장로(천성교회)
- 제35대 정영근 성문교회 목사(대의원 만장일치).[4]
  - 부총회장: 창원 임마누엘교회 이종승 목사, 서울 영안교회 유철호 장로

## 현황
2015년 9월 14일 예장백석과 대신의 일부가 통합된 뒤 2016년 현재 약 7,200개 교회와 150만명의 교인이 등록되어 있으며, 세계 개혁교회 연맹 (The World Alliance of Reformed Churches: WARC) 회원교단이다. 교육기관은 백석대학교, 백석예술대학교, 백석문화대학교 등이 있다. 2018년 41회 총회에서 교단 명칭을 대한예수교장로회 (백석대신)으로 확정하였다.
- 노회 : 129 개
- 교회 : 9,700 여개
- 교인 : 2,000,000 명
- 파송선교사 : 798 명
- 교단언론 : 기독교연합신문

## 같이 보기
- 백석대학교
- 백석문화대학교